# Weinmannia descendens
Espèce
Statut de conservation UICN

 VU D2 : Vulnérable
Weinmannia descendens est une espèce de plantes de la famille des Cunoniaceae.

## Publication originale
- Botanische Jahrbücher für Systematik, Pflanzengeschichte und Pflanzengeographie 37: 414. 1906.